# Rosalvo Alves de Oliveira
Rosalvo Alves de Oliveira foi um político brasileiro.
Nascido no distrito de Água Boa, exerceu o mandato de prefeito de Capelinha entre 1952 e 1953, depois da morte do prefeito titular e líder político local, o Cel. Augusto Barbosa. No fim deste mandato, foi a principal liderança na emancipação política do distrito de Água Boa, e após uma disputa com a oposição estadual, liderado pelo deputado estadual Reni Rabelo, conseguiu a assinatura da lei estadual nº 1039/12-12-1953 que transformava o distrito em Município de Água Boa.
Lançou-se candidato para a vaga de prefeito do novo município em 1954, sendo eleito e tornando-se o primeiro prefeito da cidade, cargo que executou entre 1955 a 1958.
Rosalvo Alves de Oliveira morreu aos 94 anos de idade em sua cidade natal.